# Giovanni Filoteo Achillini
Giovanni Filoteo Achillini (Bologna, 1466 – Bologna, 13 agosto 1538) è stato un poeta, letterato e umanista italiano.

## Biografia

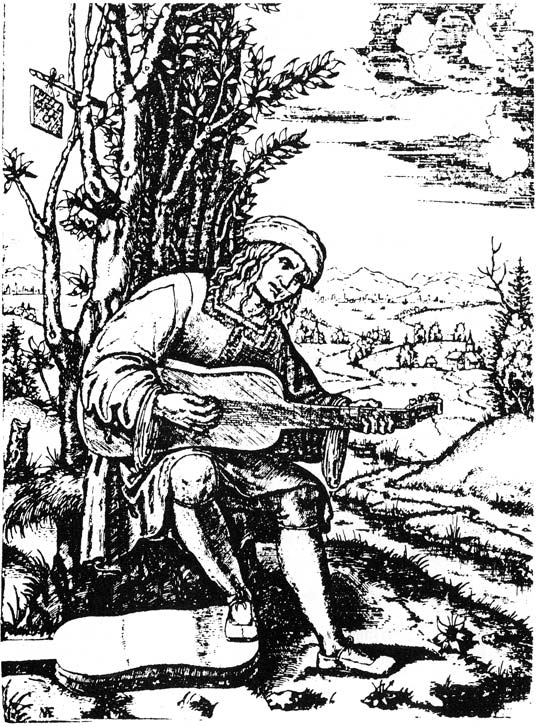
Marcantonio Raimondi: G. F. Achillini, 1510

Giovanni figlio di Claudio fu fratello del filosofo aristotelico Alessandro e nonno del poeta Claudio Achillini. Assunse il nome Filoteo, con il quale fu poi noto.
Al 1495 risale la sua più antica opera rimasta, il poema Triumpho de Crudelitate.
Nel 1504 raccolse 341 opere di 174 autori, in latino, volgare, greco e castigliano, in onore del poeta aquilano Serafino de' Ciminelli, morto da poco, e le pubblicò con il titolo Collettanee Grece Latine e Vulgari per diversi Auctori Moderni nella Morte de l'ardente Seraphino Aquilano; vi incluse nove suoi sonetti. Il giorno di Natale di quello stesso anno concluse il poema Viridario, pubblicato nel 1513: di genere cavalleresco, in ottave, misto di episodi originali e altri ripresi dalla tradizione classica, ha frequenti digressioni nelle quali Achillini mostra la sua erudizione e cita personaggi della cultura dell'epoca.
Nel 1511 fondò nei Giardini della Viola a Bologna l'«Accademia del Viridario», della quale però, al di fuori del motto «E spe in spem» - Dalla speranza alla speranza - manca ogni altra notizia. Viaggiò frequentemente a Milano, a Urbino e a Roma, conoscendo principi e letterati, ma il centro della propria attività rimase la natìa Bologna, nella quale assunse più volte pubbliche cariche e una volta, nel 1527, fu anche Gonfaloniere.
Nel 1523 pubblicò il poema in terzine Il Fidele, composto di ben 100 canti e oltre quindicimila versi, nei quali il poeta, imitando Dante, s'immagina in compagnia della personificazione della Fede, mandata da Dio a istruirlo sulla teologia e su ogni sorta di dottrina. L'imitazione della Commedia non esime Achillini dall'accusare Dante di aver plagiato, scrivendo il Convivio, un'opera perduta del bolognese Guido Guinizelli, il Consesso.
Accusato di non aver usato il toscano, bensì il bolognese, come modello per il volgare, rispose nel 1536 con le Annotazioni della volgar lingua, nelle quali ribadiva la sua convinzione che il volgare bolognese potesse costituire il modello di lingua letteraria valido per tutta la penisola.
Achillini fu anche musicista e numismatico e coltivò le lettere greche e latine.

## Opere
- Collettanee Grece Latine e Vulgari, Bazaleri, Bologna 1504
- Viridario, Girolamo di Plato, Bologna 1513
- Il Fidele, Girolamo di Plato, Bologna 1523
- Annotazioni della volgar lingua, Bonardo da Parma e Marcantonio da Carpi, Bologna 1536
- Due epistole, s. d., Misc. 6521.5, Biblioteca Marciana, Venezia